# Rečna ladja
Rečna ladja (ang. riverboat) je vodno plovilo, namenjeno uporabi na rekah, jezerih ali pa umetnih vodnih poteh. Za razliko od morskih ladij so rečne ladje manjše in lažje, imajo po navadi manjši ugrez, so manj trdno grajene, imajo manj varnostne opreme in so nižje, tako da lahko plujejo pod mostovi.

## Galerija
- Turistične rečne ladje
- Kitajska rečna ladja
- Belle of Louisville
- American Queen
- Natchez

- Rečni gliserji

### Lokalne rečne ladje
- Ladja v Amsterdamu
- Moskvič, rečni tramvaj v Moskvi
- New York Water Taxi
- "Vaporetto" v Benetkah
- Kitajska ladja

#### Transportne rečne ladje
- Rečni trajekt
- Ladja za razsute tovore
- SS Inlander na reki Skeena, leta 1911